# Ship Cone
Ship Cone är en kulle i Antarktis. Den ligger i Östantarktis. Australien gör anspråk på området. Toppen på Ship Cone är 2 059 meter över havet, eller 70 meter över den omgivande terrängen. Bredden vid basen är 1,2 km.
Terrängen runt Ship Cone är kuperad västerut, men österut är den platt. Trakten är glest befolkad. Närmaste befolkade plats är Odell Glacier Station, 9,8 kilometer öster om Ship Cone. 